# Colworth House
Colworth House è una casa di campagna inglese del XVIII secolo che si trova in una zona di parco ai margini del villaggio di Sharnbrook nel Bedfordshire. La casa attuale è stata costruita a partire dal 1715 da Mark Antonie, un self made man che aspirava a far parte della nobiltà terriera. Il sito circostante è stato abitato fin dalla preistoria. L'abitazione è un monumento classificato di 2º grado.

## Storia
La casa con i vasti terreni circostanti, una volta appartenuta a Henry Mond, II barone Melchett, venne acquisita da Unilever nel novembre del 1947 e quindi restaurata e trasformata in un centro di ricerca. Unilever arrivò ad impiegare fino a 1.750 dipendenti a Colworth nel corso degli anni 1970, e costruì diversi edifici, da adibire a laboratori, lungo i margini di un parco erboso centrale.
Nel 2004 la Unilever ha stipulato una joint venture con la società immobiliare Arlington Securities per gestire il Colworth Science Park, con l'obiettivo di trasformarlo in un aggregato di imprese operanti nel settore. La Arlington venne successivamente acquisita da Goodman, un gruppo operante nella gestione di immobili sul lungo termine, per lo sviluppo e la gestione di immobili commerciali e industriali. Il Colworth Science Park è uno dei sei centri di ricerca di Unilever, situati in tutto il mondo, con circa 750 dipendenti. Ulteriori 200 persone sono impiegate in altre piccole imprese che operano nel sito.
Colworth House è stata la location di un programma televisivo di Channel 4, Time Team, andato in onda dal 22 febbraio 2009. Numerosi reperti raccolti da archeologi dilettanti hanno portato alla scoperta di una villa romana e di una fattoria in un campo adiacente alla struttura.
Colworth House ha dato anche il nome alla Colworth Medal, fondata nel 1963 dal professor Tony James di Unilever Research e dal professor Henry Arnstein della Biochemical Society. Il premio viene assegnato ad una ricerca eccezionale realizzata da un giovane biochimico, di qualsiasi nazionalità, che abbia effettuato la maggior parte del suo lavoro nel Regno Unito.